# Factorion
Un factorion est un entier naturel qui est égal à la somme des factorielles de ses chiffres. Par exemple, 145 est un factorion en écriture décimale car {\displaystyle 1!+4!+5!=1+24+120=145}.
En écriture décimale, il n'y a que quatre factorions, ce sont 1, 2, 145 et 40585, soit la suite A014080 de l'OEIS.
On peut démontrer qu'en base b, un factorion de n chiffres ne peut pas dépasser {\displaystyle n\times (b-1)!}. Un factorion est donc toujours compris entre bn–1 et n (b – 1)!.
En base 10 par exemple, comme 107 est plus grand que 8×9!, et que cette inégalité est vraie aussi pour tout n supérieur ou égal à 8,  un factorion est toujours inférieur à 107.

## Liste des factorions
Ce tableau donne la liste des factorions pour différentes bases arithmétiques.
| Base | Nombre maximum de chiffres | Factorions           |
| ---- | -------------------------- | -------------------- |
| 2    | 2                          | 1, 10                |
| 3    | 2                          | 1, 2                 |
| 4    | 3                          | 1, 2, 13             |
| 5    | 3                          | 1, 2, 144            |
| 6    | 4                          | 1, 2, 41, 42         |
| 7    | 5                          | 1, 2                 |
| 8    | 5                          | 1, 2                 |
| 9    | 6                          | 1, 2, 62 558         |
| 10   | 7                          | 1, 2, 145, 40 585    |
| 11   | 8                          | 1, 2, 24, 44, 28 453 |
| 12   | 8                          | 1, 2                 |
| 13   | 9                          | 1, 2, 83790C5B       |
| 14   | 10                         | 1, 2, 8B0DD409C      |
| 15   | 11                         | 1, 2, 661, 662       |
| 16   | 11                         | 1, 2, 260F3B66BF9    |

## Généralisation
Clifford A. Pickover a introduit les généralisations suivantes :
- Les factorions du second type, qui sont les nombres égaux au produit des factorielles de leurs chiffres.
- Les factorions du troisième type, qui peuvent être compris à partir d'un exemple. Si l'on considère le factorion du troisième type abcdef, alors abcdef = (ab)! + c! + d! + (ef)!.

Ces deux généralisations produisent un nombre beaucoup plus important de solutions et l'on ignore encore si leur nombre de solutions est fini.
En base 10, les deux factorions du deuxième type inférieurs à 10100 sont 1 et 2, car 1! = 1 et 2! = 2.